# Бабинська сотня
Бабинська сотня — військовий підрозділ та адміністративно-територіальна одиниця у складі Кальницького полку Гетьманщини. Існувала з 1649 по 1653 роки.

## Історія
Восени 1649 року сотня мала 100 козаків особового складу, сотника Гната, містечко Чагів.
Ліквідована 1653 року під час реорганізації Кальницького полку у Кальницький і виділення з нього 1651 р. Паволоцького.

## Населені пункти
Сотенний центр: містечко Бабин (також Баба), тепер — село Іллінецького району Вінницької області.